# 布里蒂布拉沃
布里蒂布拉沃是巴西马拉尼昂州的一个市镇。总面积1582.525平方公里，总人口21974人，人口密度13.9人/平方公里。